# دوقية نرمندية
دوقية نُرمندية أو نورماندي هي دولة تاريخية في فرنسا، تأسست بعد معاهدة سانت كلير سورإبت في سنة 911 بين الملك شارل الثالث ملك الفرنجة الغربيين ورولو، زعيم الفايكنج. الدوقية سميت نسبة لسكانها النورمان.
في الفترة من 1066 إلى 1204، كانت تابعة ملوك إنجلترا، باستثناء فترة حكم روبرت كورتز (1087-1106)، الابن البكر لويليام الفاتح، المطالب غير الناجح لعرش إنجلترا؛ وفترة جيفري الخامس (1144-1150)، زوج الإمبراطورة ماتيلدا ووالد هنري الثاني ملك إنجلترا.
في عام 1202، أعلن فيليب الثاني ملك فرنسا نرمندية أراضي تابعة له وقام بمصادرتها بقوة السلاح في عام 1204. وظلت المنطقة متنازع عليها حتى عقدت معاهدة باريس في سنة 1259، عندما تنازلت إنجلترا عن المطالبة بسيادتها على جزر القنال الإنجليزي. أي، كل من غيرنزي وجيرزي، وكذلك سارك.
في ظل مملكة فرنسا، كانت الدوقية تمنح في بعض الأحيان كلقب لأحد أفراد العائلة المالكة. بعد 1469، ومع أنها وحدت ضمن الإطار الملكي، ولكن تم منحها لقب شرفي لأحد الامراء الصغار في العائلة المالكة. وكان آخر دوق نرمندية فرنسي بهذا المعنى هو لويس السابع عشر، دوق في الفترة من 1785 إلى 1789.